# Turmhügel Zellingen
Der Turmhügel Zellingen, auch Burgstatt oder Schlossberg genannt, ist eine abgegangene Turmhügelburg (Motte) oberhalb eines nach Osten fallenden Hanges zum Main etwa 2300 Meter südöstlich der Kirche von Zellingen im Landkreis Main-Spessart in Bayern. Die Burgstelle liegt gegenüber Thüngersheim auf der rechten Mainseite auf Zellinger Gemarkung nahe der Gemarkungsgrenze, die hier auch Grenze zum Landkreis Würzburg ist.
Von der ehemaligen Mottenanlage sind noch 0,5 bis 1 Meter hohe Reste des Turmhügels mit einem Durchmesser von 15 Meter erhalten.